# Máy phát điện từ thủy động lực học
Máy phát điện từ thủy động lực học (hay máy phát từ thủy động học) là hệ thống chuyển nhiệt năng hay động năng trực tiếp thành điện năng, dựa trên các nguyên lý từ thủy động học. Chúng thường có khả năng làm việc ở nhiệt độ cao và không cần có các chi tiết phải bôi trơn. Khí thải của các hệ thống như vậy thường là các plasma nóng (như lửa), có thể tái sử dụng để cung cấp nhiệt cho hệ thống nhiệt điện truyền thống (như máy phát điện hơi nước).
Trong các máy phát điện từ thủy động học, chuyển động của dòng chất dẫn điện hoặc plasma được sử dụng để tạo ra dòng điện. Mặc dù đã được phát triển để sử dụng cho các nguồn nhiên liệu hóa thạch thông dụng để cung cấp nhiệt năng cho hoạt động, những phương pháp phát điện truyền thống hiện vẫn chiếm ưu thế do công nghệ rẻ hơn.

## Hoạt động

Lực Lorentz

Từ trường tác động lực Lorentz lên mọi điện tích chuyển động:
{\displaystyle \mathbf {F} =q\cdot (\mathbf {v} \times \mathbf {B} )}
với 
- F là lực tác động,
- q là điện tích của hạt mang điện chuyển động,
- v là vận tốc của hạt,
- × là phép nhân có hướng véctơ,
- B là cảm ứng từ.

Theo quy tắc nhân có hướng các véctơ,  F vuông góc với cả  v và B, và tuân theo quy tắc bàn tay phải. Lực này sẽ dẫn hướng các điện tích chuyển động trong chất lưu dẫn điện đến các điện cực đặt ở vị trí thích hợp trong dòng chảy nằm trong từ trường; và các điện cực sẽ gặt hái điện năng.
Về mặt nhiệt động lực học, các máy phát điện này thường hoạt động theo chu trình Brayton, và có hiệu suất tương đương với chu trình Carnot trong điều kiện lý tưởng. Hiệu suất này phụ thuộc vào chênh lệch nhiệt độ giữa nguồn nóng và nguồn lạnh, và các máy phát từ thủy động học có thể hoạt động ở nhiệt độ nguồn nóng rất cao.

### Máy Faraday
Trong máy Faraday, từ trường được đặt vuông góc với dòng chảy của chất lỏng dẫn điện. Dưới tác động của lực Lorentz, các điện tích sẽ được tích tụ trên các thành ống dẫn, vuông góc với từ trường và chiều dòng chảy. Tại thành ống, có thể đặt các điện cực để thu những điện tích này. Công suất của máy phát tỷ lệ với thiết diện ống dẫn và tốc độ chảy. Khi điện năng được gặt hái, dòng chảy sẽ chảy chậm lại và nguội đi. Thông thường nhiệt độ của dòng chảy sau khi đi qua máy sẽ bị giảm từ nhiệt độ plasma xuống khoảng 1000 °C.
Nhược điểm của máy Faraday là hiệu suất không cao, do thất thoát điện năng trên các điện cực, đặc biệt là thất thoát do hiệu ứng Hall.

### Máy Hall
Máy Hall sử dụng hiệu ứng Hall để tạo ra dòng điện chạy cùng với dòng chảy. Các dãy điện cực ngắn được đặt vuông góc với dòng chảy và với từ trường ngoài, dọc 2 bên dòng chảy. Điện cực ở đầu nguồn và điện cực ở cuối dòng chảy sẽ được nối ra mạch điện ngoài để cung cấp điện năng. Mỗi điện cực còn lại được nối với một điện cực đối diện dọc theo dòng chảy, và dòng điện cảm ứng (theo nguyên lý của máy Faraday nêu trên, gọi là dòng điện Faraday) sẽ chạy trên các đoạn nối này, tạo nên từ trường rất mạnh trong dòng chảy, uốn dòng chảy chạy theo đường cong dọc theo ống.
Thiết kế này có hiệu suất cao hơn máy Faraday, nhưng hiệu suất phụ thuộc nhiều vào tải bên ngoài. Hiệu suất trung bình của các loại máy này vào cỡ 17% (chưa tính đến việc tái sử dụng nhiệt năng của khí thải).

### Máy dùng đĩa
Trong máy dùng đĩa, dòng chảy của chất lưu dẫn điện chảy ra từ tâm một chiếc đĩa, theo đường bán kính của đĩa, đến vành ngoài của đĩa, nơi có các ống hút đi. Từ trường được tạo ra bởi các cuộn Helmholtz nằm phái trên và phía dưới đĩa. Dòng điện Faraday chạy theo chiều vòng quanh rìa của đĩa. Dòng điện của hiệu ứng Hall chạy giữa vòng điện cực nằm ở gần tâm đĩa và vòng điện cực nằm ở ngoài rìa đĩa.
Máy dùng đĩa có hiệu suất rất cao, và máy có thể được thiết kế nhỏ gọn. Năm 1994, Viện Kỹ thuật Tokyo đã chế tạo được máy dùng đĩa có hiệu suất 22%.

## Ứng dụng
Máy phát điện từ thủy động học có thể được dùng để chuyển nhiệt năng cung cấp bởi một lò phản ứng hạt nhân thành điện năng, vì chúng có thể hoạt động ở nhiệt độ rất cao (cỡ 2000 °C). Bằng cách kết hợp sử dụng máy phát điện từ thủy động học với hệ thống tái sử dụng nhiệt năng của khí thải (thông qua máy phát nhiệt điện truyền thống, như máy hơi nước), hiệu suất của toàn bộ hệ thống có thể lên tới 60%. Chất lưu dẫn điện có thể dùng là muối ăn nóng chảy.
Tuy nhiên các máy phát điện từ thủy động học chưa được ứng dụng cho sản xuất điện quy mô lớn, do nhiều vấn đề kỹ thuật, và do sự cạnh tranh về giá thành từ các mẫu tuabin khí hiện đại (cũng có khí thải tái sử dụng được bởi các máy hơi nước).